# Rot Weiss Ahlen 2010-2011
Questa voce raccoglie le informazioni riguardanti il Rot Weiss Ahlen nelle competizioni ufficiali della stagione 2010-2011.

## Stagione
Nella stagione 2010-2011 il Rot Weiss Ahlen, allenato da Arie van Lent, concluse il campionato di 3. Liga al 17º posto e fu retrocesso in Regionalliga. In Coppa di Germania il Rot Weiss Ahlen fu eliminato al primo turno dal Werder Brema.

## Rosa
| N. |                        | Ruolo | Calciatore                |
| -- | ---------------------- | ----- | ------------------------- |
| 1  | Germania (bandiera)    | P     | André Maczkowiak          |
| 2  | Germania (bandiera)    | D     | Marcel Busch              |
| 3  | Germania (bandiera)    | D     | David Vržogić             |
| 5  | Germania (bandiera)    | D     | Daniel Flottmann          |
| 6  | Germania (bandiera)    | C     | Robert Fleßers            |
| 7  | Polonia (bandiera)     | C     | Marcus Piossek            |
| 8  | Stati Uniti (bandiera) | A     | Matthew Taylor            |
| 9  | Germania (bandiera)    | A     | Manuel Eckel              |
| 10 | Germania (bandiera)    | C     | Nils-Ole Book             |
| 11 | Germania (bandiera)    | C     | Sebastian Ghasemi-Nobakht |
| 12 | Turchia (bandiera)     | A     | Bahattin Köse             |
| 13 | Germania (bandiera)    | D     | Philipp Stiller           |
| 14 | Germania (bandiera)    | C     | Janis Kraus               |

| N. |                        | Ruolo | Calciatore          |
| -- | ---------------------- | ----- | ------------------- |
| 16 | Germania (bandiera)    | C     | Tim Manstein        |
| 17 | Germania (bandiera)    | C     | Rouven Meschede     |
| 18 | Germania (bandiera)    | A     | Sebastian Hille     |
| 19 | Germania (bandiera)    | C     | Björn Kluft         |
| 21 | Polonia (bandiera)     | C     | David Blacha        |
| 23 | Germania (bandiera)    | C     | Kevin Wölk          |
| 24 | Germania (bandiera)    | P     | Alexander Hahnemann |
| 25 | Azerbaigian (bandiera) | A     | Cihan Özkara        |
| 27 | Turchia (bandiera)     | D     | Erdal Celik         |
| 28 | Germania (bandiera)    | P     | Philipp Kühn        |
| 29 | Germania (bandiera)    | D     | Maximilian Dahlhoff |
| 31 | Germania (bandiera)    | C     | Pascal Schmidt      |

## Organigramma societario
Area tecnica
- Allenatore: Arie van Lent
- Allenatore in seconda: Daniel Thioune
- Preparatore dei portieri: Dirk Langerbein
- Preparatori atletici:

## Calciomercato

### Sessione estiva
| Acquisti | Acquisti                  | Acquisti             | Acquisti |
| R.       | Nome                      | da                   | Modalità |
| -------- | ------------------------- | -------------------- | -------- |
| A        | Matthew Taylor            | FSV Francoforte II   |          |
| D        | Christian Alder           | Uerdingen 05         |          |
| D        | Daniel Flottmann          | Verl                 |          |
| C        | Sebastian Ghasemi-Nobakht | Greuther Fürth       |          |
| A        | Sebastian Hille           | Borussia Dortmund II |          |
| C        | Björn Kluft               | Bayer Leverkusen II  |          |
| A        | Christian Knappmann       | Verl                 |          |
| P        | Raphael Koczor            | Duisburg             |          |
| P        | André Maczkowiak          | Rot-Weiss Essen      |          |
| C        | Tim Manstein              | Rot Weiss Ahlen II   |          |
| C        | Rouven Meschede           | Rot Weiss Ahlen II   |          |
| D        | Cédric Mimbala            | Schalke 04 II        |          |
| C        | Marcus Piossek            | Borussia Dortmund II |          |
| D        | Philipp Stiller           | Wormatia Worms       |          |
| D        | David Vržogić             | Borussia Dortmund    |          |
| C        | Kevin Wölk                | Hessen Kassel        |          |

| Cessioni | Cessioni             | Cessioni           | Cessioni |
| R.       | Nome                 | a                  | Modalità |
| -------- | -------------------- | ------------------ | -------- |
| D        | Siebe Blondelle      | Mons               |          |
| A        | Thomas Bröker        | Fortuna Düsseldorf |          |
| C        | Tim Gorschlüter      | Sportfreunde Lotte |          |
| A        | Julian Jenner        | Vitesse            |          |
| D        | Benjamin Kern        | Duisburg           |          |
| P        | Sascha Kirschstein   | Ingolstadt 04      |          |
| D        | Ole Kittner          | Coblenza           |          |
| C        | Mohammed Lartey      | Hansa Rostock      |          |
| P        | Manuel Lenz          | Preußen Münster    |          |
| A        | Momar N'Diaye        | FSV Francoforte    |          |
| C        | Kalema Ntela         | Vita Club          |          |
| C        | Alain Ollé Ollé      | Friburgo           |          |
| D        | Darlington Omodiagbe | Wacker Burghausen  |          |
| D        | Sebastian Pelzer     | Hansa Rostock      |          |
| A        | Duško Stajić         | Borac Banja Luka   |          |
| C        | Mario Vrančić        | Magonza II         |          |
| C        | Michael Wiemann      | Hansa Rostock      |          |

### Sessione invernale
| Acquisti | Acquisti       | Acquisti            | Acquisti |
| R.       | Nome           | da                  | Modalità |
| -------- | -------------- | ------------------- | -------- |
| D        | Erdal Celik    | Bayer Leverkusen II |          |
| C        | Robert Fleßers | Ingolstadt 04       |          |

| Cessioni | Cessioni            | Cessioni          | Cessioni |
| R.       | Nome                | a                 | Modalità |
| -------- | ------------------- | ----------------- | -------- |
| A        | Bertul Kocabaş      | Amburgo II        |          |
| D        | Christian Alder     | Durban City       |          |
| A        | Christian Knappmann | Wacker Burghausen |          |
| P        | Raphael Koczor      | Siegen            |          |
| D        | Cédric Mimbala      | Genemuiden        |          |
| A        | Luka Tankulić       | F. Düsseldorf II  |          |

## Risultati

### 3. Liga

#### Girone di andata
| Coblenza 24 luglio 2010, ore 14:10 CEST 1ª giornata | Coblenza | 0 – 0 referto | Rot Weiss Ahlen | Stadion Oberwerth (5 804 spett.)\| Arbitro: \| Petersen \| |
| Arbitro:                                            | Petersen |               |                 |                                                            |

| Arbitro: | Glasmacher |

|            |           |         |
| Piossek 6’ | Marcatori | 43’ Thy |

| Unterhaching 3 agosto 2010, ore 19:00 CEST 3ª giornata | Unterhaching | 0 – 0 referto | Rot Weiss Ahlen | Generali Sportpark (2 000 spett.)\| Arbitro: \| Alt \| |
| Arbitro:                                               | Alt          |               |                 |                                                        |

| Arbitro: | Winkmann |

|  |           |                               |
|  | Marcatori | 41’ Stroh-Engel 68’ Makarenko |

| Arbitro: | Benedum |

|          |           |           |
| Hess 45’ | Marcatori | 34’ Hille |

| Arbitro: | Aytekin |

|                                 |           |                           |
| Kluft 27’ Book 47’ Tankulić 84’ | Marcatori | 14’, 37’ Occéan 50’ Mehic |

| Arbitro: | Zwayer |

|                         |           |  |
| Unger 10’ Reinhardt 33’ | Marcatori |  |

| Arbitro: | Bandurski |

|                          |           |  |
| Wölk 27’ Taylor 41’, 76’ | Marcatori |  |

| Arbitro: | Cortus |

|                          |           |  |
| Spann 21’, 26’ Mayer 48’ | Marcatori |  |

| Arbitro: | Beitinger |

|  |           |            |
|  | Marcatori | 22’ Müller |

| Saarbrücken 2 ottobre 2010, ore 14:00 CEST 11ª giornata | Saarbrücken | 0 – 0 referto | Rot Weiss Ahlen | Ludwigsparkstadion (4 117 spett.)\| Arbitro: \| Kunzmann \| |
| Arbitro:                                                | Kunzmann    |               |                 |                                                             |

| Arbitro: | Gorniak |

|             |           |                      |
| Piossek 82’ | Marcatori | 70’ (rig.) Jungwirth |

| Arbitro: | Steinberg |

|                      |           |                                  |
| Sansone 24’ Deul 77’ | Marcatori | 12’ Busch 29’ Taylor 41’ Piossek |

| Arbitro: | Unger |

|                                                 |           |                 |
| Ghasemi-Nobakht 15’ Taylor 28’, 32’ Piossek 45’ | Marcatori | 24’ (aut.) Book |

| Arbitro: | Dingert |

|             |           |                        |
| Stoilov 60’ | Marcatori | 48’ Piossek 81’ Taylor |

| Arbitro: | Kunzmann |

|                               |           |  |
| Ghasemi-Nobakht 71’ Kluft 78’ | Marcatori |  |

| Arbitro: | Dittrich |

|                                            |           |                     |
| Hille 43’ Piossek 61’ Alder 63’ Taylor 78’ | Marcatori | 13’ Dausch 20’ Haas |

| Arbitro: | Alt |

|                                                         |           |  |
| Möckel 17’ Weidlich 39’ Flottmann 50’ (aut.) Semmer 66’ | Marcatori |  |

| Arbitro: | Steinhaus-Webb |

|  |           |                              |
|  | Marcatori | 45’ Ziegenbein 69’ Pannewitz |

#### Girone di ritorno
| Arbitro: | Gagelmann |

|                            |           |                                            |
| Taylor 58’ (rig.) Wölk 85’ | Marcatori | 50’ (rig.) Pospischil 52’ Rahn 64’ Kittner |

| Arbitro: | Schriever |

|                                          |           |            |
| Kroos 37’ (rig.) Wagner 80’ Testroet 89’ | Marcatori | 45’ Taylor |

| Arbitro: | Blos |

|                   |           |                |
| Taylor 75’ (rig.) | Marcatori | 27’ Amachaibou |

| Arbitro: | Aarnink |

|                    |           |  |
| Fleßers 37’ (aut.) | Marcatori |  |

| Arbitro: | Sönder |

|  |           |             |
|  | Marcatori | 5’ Agyemang |

| Arbitro: | Drees |

|                |           |                    |
| Vunguidica 54’ | Marcatori | 25’ Hille 90’ Wölk |

| Arbitro: | Cortus |

|  |           |                                  |
|  | Marcatori | 42’ Kruppke 71’ Doğan 74’ Fetsch |

| Arbitro: | Gorniak |

|                                   |           |                             |
| Smeekes 8’, 52’ (rig.) Hähnge 58’ | Marcatori | 24’ Vržogić 28’, 43’ Taylor |

| Arbitro: | Dietz |

|                                         |           |           |
| Taylor 47’ (rig.) Celik 83’ Piossek 86’ | Marcatori | 58’ Spann |

| Arbitro: | Steinberg |

|                             |           |  |
| Schahin 9’, 60’ Röttger 38’ | Marcatori |  |

| Arbitro: | Achmüller |

|  |           |                              |
|  | Marcatori | 65’ Zeitz 73’ (aut.) Vržogić |

| Arbitro: | Aarnink |

|                                                   |           |  |
| Löning 30’, 42’ (rig.) Pischorn 76’ Dorn 79’, 89’ | Marcatori |  |

| Arbitro: | Glasmacher |

|                |           |  |
| Hille 16’, 51’ | Marcatori |  |

| Arbitro: | Valentin |

|                            |           |  |
| Menga 62’, 76’ Mintzel 64’ | Marcatori |  |

| Arbitro: | Dankert |

|                      |           |  |
| Hille 45’ Taylor 54’ | Marcatori |  |

| Arbitro: | Hartmann |

|                                                       |           |            |
| Schipplock 3’, 61’, 74’ Rathgeb 48’ (rig.) Müller 88’ | Marcatori | 47’ Taylor |

| Arbitro: | Willenborg |

|                                 |           |  |
| Traut 31’ Herröder 77’ Fink 88’ | Marcatori |  |

| Arbitro: | Osmers |

|                                      |           |                                     |
| Taylor 31’, 54’ Özkara 56’ Eckel 85’ | Marcatori | 16’ Semmer 24’ Reichwein 43’ Möckel |

| Arbitro: | Schößling |

|                          |           |  |
| Pannewitz 53’ Müller 67’ | Marcatori |  |

### Coppa di Germania
| Arbitro: | Wingenbach |

|  |           |                                                |
|  | Marcatori | 28’ Pizarro 63’ Almeida 68’ Borowski 82’ Marin |

## Statistiche

### Statistiche di squadra
| Competizione      | Punti | In casa | In casa | In casa | In casa | In casa | In casa | In trasferta | In trasferta | In trasferta | In trasferta | In trasferta | In trasferta | Totale | Totale | Totale | Totale | Totale | Totale | DR  |
| Competizione      | Punti | G       | V       | N       | P       | Gf      | Gs      | G            | V            | N            | P            | Gf           | Gs           | G      | V      | N      | P      | Gf     | Gs     | DR  |
| ----------------- | ----- | ------- | ------- | ------- | ------- | ------- | ------- | ------------ | ------------ | ------------ | ------------ | ------------ | ------------ | ------ | ------ | ------ | ------ | ------ | ------ | --- |
| 3. Liga           | 42    | 19      | 8       | 4       | 7       | 32      | 27      | 19           | 3            | 5            | 11           | 13           | 42           | 38     | 11     | 9      | 18     | 45     | 69     | -24 |
| Coppa di Germania | -     | 1       | 0       | 0       | 1       | 0       | 4       | 0            | 0            | 0            | 0            | 0            | 0            | 1      | 0      | 0      | 1      | 0      | 4      | -4  |
| Totale            | 42    | 21      | 9       | 4       | 8       | 33      | 31      | 19           | 3            | 5            | 11           | 13           | 42           | 40     | 12     | 9      | 19     | 46     | 73     | -27 |

### Andamento in campionato
| Giornata  | 1  | 2  | 3  | 4  | 5  | 6  | 7  | 8  | 9  | 10 | 11 | 12 | 13 | 14 | 15 | 16 | 17 | 18 | 19 | 20 | 21 | 22 | 23 | 24 | 25 | 26 | 27 | 28 | 29 | 30 | 31 | 32 | 33 | 34 | 35 | 36 | 37 | 38 |
| --------- | -- | -- | -- | -- | -- | -- | -- | -- | -- | -- | -- | -- | -- | -- | -- | -- | -- | -- | -- | -- | -- | -- | -- | -- | -- | -- | -- | -- | -- | -- | -- | -- | -- | -- | -- | -- | -- | -- |
| Luogo     | T  | C  | T  | C  | T  | C  | T  | C  | T  | C  | T  | C  | T  | C  | T  | C  | C  | T  | C  | C  | T  | C  | T  | C  | T  | C  | T  | C  | T  | C  | T  | C  | T  | C  | T  | T  | C  | T  |
| Risultato | N  | N  | N  | P  | N  | N  | P  | V  | P  | P  | N  | N  | V  | V  | V  | V  | V  | P  | P  | P  | P  | N  | P  | P  | V  | P  | N  | V  | P  | P  | P  | V  | P  | V  | P  | P  | V  | P  |
| Posizione | 20 | 20 | 20 | 20 | 20 | 20 | 20 | 20 | 20 | 20 | 20 | 19 | 17 | 15 | 14 | 10 | 9  | 10 | 10 | 12 | 14 | 15 | 15 | 17 | 16 | 16 | 16 | 15 | 16 | 18 | 19 | 18 | 18 | 18 | 18 | 18 | 17 | 17 |

Legenda:

Luogo: C = Casa; T = Trasferta. Risultato: V = Vittoria; N = Pareggio; P = Sconfitta.

### Statistiche dei giocatori
| Giocatore          | 3. Liga  | 3. Liga | 3. Liga     | 3. Liga    | Coppa di Germania | Coppa di Germania | Coppa di Germania | Coppa di Germania | Totale   | Totale | Totale      | Totale     |
| Giocatore          | Presenze | Reti    | Ammonizioni | Espulsioni | Presenze          | Reti              | Ammonizioni       | Espulsioni        | Presenze | Reti   | Ammonizioni | Espulsioni |
| ------------------ | -------- | ------- | ----------- | ---------- | ----------------- | ----------------- | ----------------- | ----------------- | -------- | ------ | ----------- | ---------- |
| C. Alder           | 14       | 1       | 3           | 0          | 1                 | 0                 | 0                 | 0                 | 15       | 1      | 3           | 0          |
| D. Blacha          | 29       | 0       | 3           | 0          | 0                 | 0                 | 0                 | 0                 | 29       | 0      | 3           | 0          |
| N. Book            | 35       | 1       | 3           | 0          | 1                 | 0                 | 0                 | 0                 | 36       | 1      | 3           | 0          |
| M. Busch           | 32       | 1       | 12          | 1          | 1                 | 0                 | 0                 | 0                 | 33       | 1      | 12          | 1          |
| E. Celik           | 14       | 1       | 2           | 1          | 0                 | 0                 | 0                 | 0                 | 14       | 1      | 2           | 1          |
| M. Dahlhoff        | 11       | 0       | 2           | 0          | 0                 | 0                 | 0                 | 0                 | 11       | 0      | 2           | 0          |
| M. Eckel           | 14       | 1       | 1           | 0          | 0                 | 0                 | 0                 | 0                 | 14       | 1      | 1           | 0          |
| R. Fleßers         | 20       | 0       | 4           | 0          | 0                 | 0                 | 0                 | 0                 | 20       | 0      | 4           | 0          |
| D. Flottmann       | 36       | 0       | 7           | 1          | 1                 | 0                 | 0                 | 0                 | 37       | 0      | 7           | 1          |
| S. Ghasemi-Nobakht | 22       | 2       | 0           | 0          | 1                 | 0                 | 0                 | 0                 | 23       | 2      | 0           | 0          |
| A. Hahnemann       | 0        | 0       | 0           | 0          | 0                 | 0                 | 0                 | 0                 | 0        | 0      | 0           | 0          |
| S. Hille           | 33       | 6       | 4           | 0          | 1                 | 0                 | 0                 | 0                 | 34       | 6      | 4           | 0          |
| B. Kluft           | 22       | 2       | 7           | 0          | 1                 | 0                 | 0                 | 0                 | 23       | 2      | 7           | 0          |
| C. Knappmann       | 15       | 0       | 1           | 0          | 1                 | 0                 | 0                 | 0                 | 16       | 0      | 1           | 0          |
| B. Kocabaş         | 0        | 0       | 0           | 0          | 0                 | 0                 | 0                 | 0                 | 0        | 0      | 0           | 0          |
| R. Koczor          | 4        | 0       | 1           | 0          | 0                 | 0                 | 0                 | 0                 | 4        | 0      | 1           | 0          |
| J. Kraus           | 4        | 0       | 0           | 0          | 1                 | 0                 | 1                 | 0                 | 5        | 0      | 1           | 0          |
| B. Köse            | 0        | 0       | 0           | 0          | 0                 | 0                 | 0                 | 0                 | 0        | 0      | 0           | 0          |
| P. Kühn            | 15       | 0       | 0           | 0          | 0                 | 0                 | 0                 | 0                 | 15       | 0      | 0           | 0          |
| A. Maczkowiak      | 19       | 0       | 1           | 0          | 1                 | 0                 | 0                 | 0                 | 20       | 0      | 1           | 0          |
| T. Manstein        | 3        | 0       | 2           | 0          | 0                 | 0                 | 0                 | 0                 | 3        | 0      | 2           | 0          |
| R. Meschede        | 3        | 0       | 1           | 0          | 0                 | 0                 | 0                 | 0                 | 3        | 0      | 1           | 0          |
| C. Mimbala         | 6        | 0       | 1           | 0          | 1                 | 0                 | 1                 | 0                 | 7        | 0      | 2           | 0          |
| M. Piossek         | 35       | 7       | 4           | 0          | 1                 | 0                 | 0                 | 0                 | 36       | 7      | 4           | 0          |
| P. Schmidt         | 4        | 0       | 0           | 0          | 0                 | 0                 | 0                 | 0                 | 4        | 0      | 0           | 0          |
| P. Stiller         | 3        | 0       | 1           | 0          | 0                 | 0                 | 0                 | 0                 | 3        | 0      | 1           | 0          |
| L. Tankulić        | 7        | 1       | 1           | 0          | 0                 | 0                 | 0                 | 0                 | 7        | 1      | 1           | 0          |
| M. Taylor          | 30       | 17      | 1           | 0          | 0                 | 0                 | 0                 | 0                 | 30       | 17     | 1           | 0          |
| D. Vržogić         | 34       | 1       | 4           | 1          | 1                 | 0                 | 0                 | 0                 | 35       | 1      | 4           | 1          |
| K. Wölk            | 36       | 3       | 13          | 0          | 1                 | 0                 | 0                 | 0                 | 37       | 3      | 13          | 0          |
| C. Özkara          | 16       | 1       | 0           | 0          | 0                 | 0                 | 0                 | 0                 | 16       | 1      | 0           | 0          |